# Gunnar Svensson (ishockeyspelare och ishockeytränare)
Gunnar Svensson, född 27 juni 1956, död 31 januari 2020 i Stora Hammars distrikt, var en svensk ishockeyspelare och ishockeytränare. Efter tränarkarriären arbetade han som spelaragent.
Under sin spelartid spelade han bland annat i IF Björklöven.
Svensson tecknade 1984 ett femårsavtal som tränare för elitserielaget i Djurgårdens IF. Han blev då elitseriens yngsta tränare någonsin, 27 år gammal. Svensson fick dock avsked redan i februari 1986 eftersom laget var mycket nära att åka ur Elitserien. Därefter var han tränare för IF Troja-Ljungby till 1988. Han haft också haft tunga poster i Malmö Redhawks och till sist blivit en av Sveriges första och största ishockeyagenter.
Svensson var far till ishockeyspelarna Magnus Pääjärvi Svensson och Björn Svensson.